# Наш клич (Аргентина)
«Наш клич» — двомовний (іспанською та українською мовами) часопис української діаспори в Аргентині. Виходить періодично, раз на два місяці.
Заснований Товариством «Відродження» в Аргентині, щоб знайомити читачів Аргентини з життям української громади в цій країні та заради розвитку суспільного життя українців в Аргентині. Містить новини з України, статті про Україну і світ, діяльність української громади в Аргентині та світі, культурно-гуманітарні питання та питання історії України тощо.
У 1947—1963 роках редактором і директором видання «Наш клич» був Євген Онацький.
Серед видавців часопису — Кравець Сидір.